# Медаль Воздухоплавания (Франция)

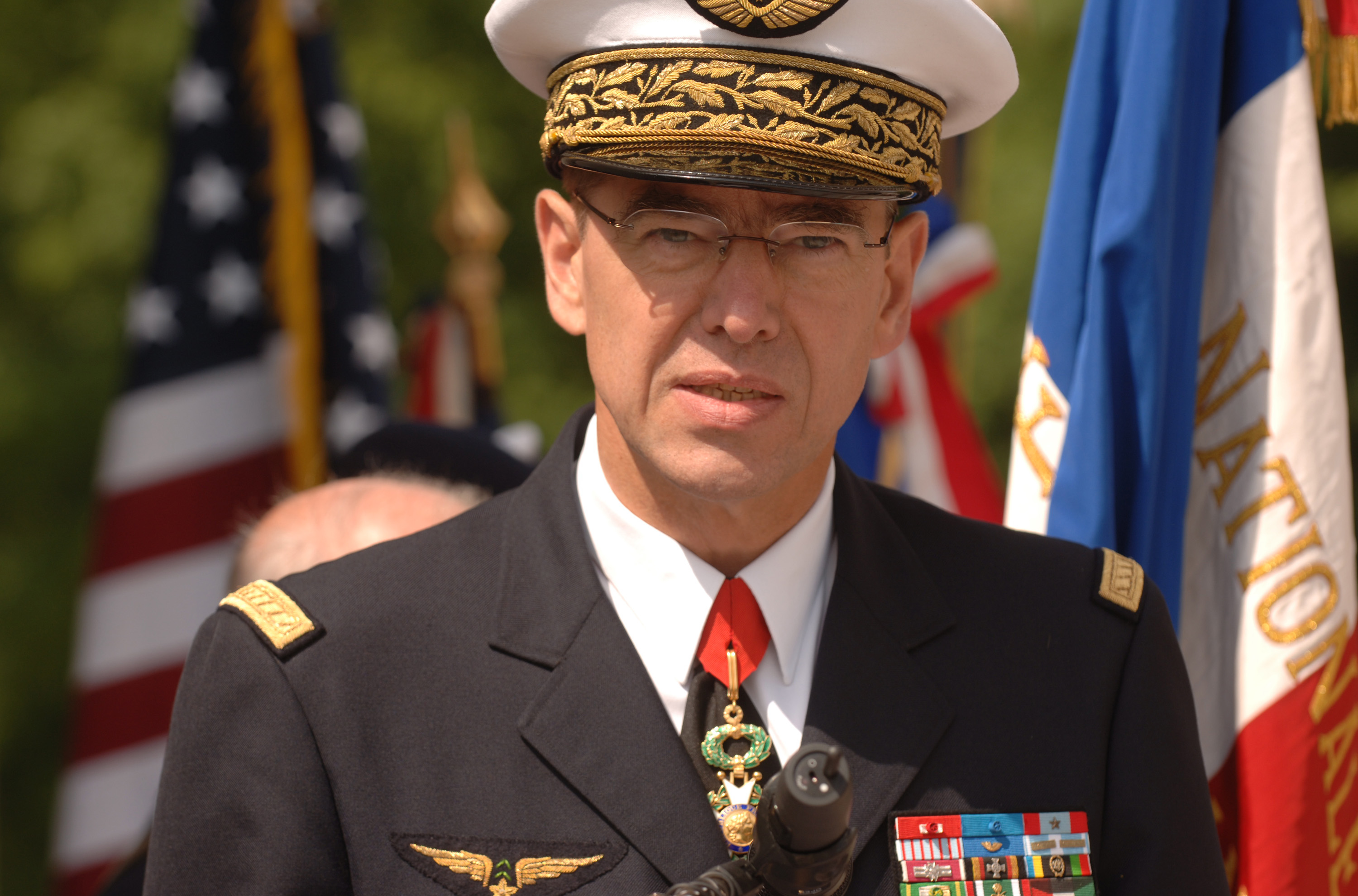
Генерал ВВС Франции Абриаль, Стефан, награждённый медалью

Медаль Воздухоплавания (фр. Médaille de l'Aéronautique) — государственная награда Франции, учреждённая указом от 14 февраля 1945 года. Она присуждается как военнослужащим, так и гражданским лицам за выдающиеся достижения в области воздухоплавания. В первоначальной задумке перед Второй мировой войной, награда планировалась как эквивалент ордена Морских заслуг. Война временно остановила проект до февраля 1945 года.

## Статут
Получатели выбираются советом под председательством члена канцелярии государственного секретаря по вооруженным силам (воздуху), в состав которого входят:
- начальник штаба ВВС;
- начальник отдела контроля авиационной администрации;
- технический и промышленный директор статс-секретарю вооруженных сил (воздух);
- член, назначенный указом министра общественных работ, транспорта и туризма, представляющий министерство;
- представитель аэронавигационных компаний, назначенный на два года приказом министра общественных работ, транспорта и туризма;
- личность с выдающимися заслугами в области воздухоплавания, названная на два года указом статс-секретаря по вооруженным силам (воздуху).

В случае отсутствия кого-либо из членов совета временный член назначается постановлением соответствующего органа. Этот же совет имеет право потребовать аннулирование ордена за серьёзные нарушения чести. Детали работы над таким запросом будут определены министерским указом.
Авиационная медаль ограничена не более чем 275 новыми получателями в год, присуждения происходят 1 января и 14 июля. Присуждается за профессиональную доблесть как гражданским, так и военным пилотам и непилотам, служащим в министерстве обороны или министерстве транспорта. Ей награждаются граждане, отличившиеся в развитии военной или гражданской авиации, спортивной авиации, аэропортов и авиационных заводов. Наконец, медаль может быть присуждена за исключительную службу во время серьёзных авиационных происшествий.
Медаль может быть вручена посмертно и иностранным гражданам.

## Описание награды
Медаль прямоугольной формы изготовлена из позолоченного металла. На аверсе изображен профиль Марианны 1940-х годов, представляющий Францию. Под Марианной находится позолоченная надпись «Honneur et Patrie» («Честь и страна»). Медаль покрыта эмалью красного цвета, за исключением Марианны, надписи и внешней окантовки толщиной 2 мм. Медаль подвешивается на шёлковую муаровую ленту королевского синего цвета шириной 37 мм с помощью подвески в форме крыла с рельефной пятиконечной звездой в центре и горизонтальной прорезью для ленты. На реверсе надпись в четыре строки «MÉDAILLE DE L'AERONAUTIQUE 1945» («Медаль аэронавтики 1945»).